# Dipoena tecoja
Dipoena tecoja là một loài nhện trong họ Theridiidae.
Loài này thuộc chi Dipoena. Dipoena tecoja được Herbert Walter Levi miêu tả năm 1953.